# Chester (Vermont)
Chester es un pueblo ubicado en el condado de Windsor en el estado estadounidense de Vermont. En el año 2010 tenía una población de 3,154 habitantes y una densidad poblacional de 21.7 personas por km².

## Geografía
Chester se encuentra ubicado en las coordenadas 43°17′17″N 72°36′54″O / 43.28806, -72.61500.

## Demografía
Según la Oficina del Censo en 2000 los ingresos medios por hogar en la localidad eran de $39,417 y los ingresos medios por familia eran $47,083. Los hombres tenían unos ingresos medios de $32,744 frente a los $26,114 para las mujeres. La renta per cápita para la localidad era de $19,661. Alrededor del 7% de la población estaban por debajo del umbral de pobreza.